# Rafael Alsúa
Rafael Alsúa Alonso (Irun, 18 agosto 1923 – Santander, 2 gennaio 1994) è stato un calciatore e allenatore di calcio spagnolo.

## Biografia
Suo fratello Antonio Alsúa è stato anch'egli calciatore professionista. Per questo motivo veniva riportato come Alsúa II.

## Carriera
In attività giocava come attaccante. Vinse due campionati di Segunda División consecutivi, il primo con la Real Sociedad e il secondo con il Racing Santander.

## Palmarès

### Calciatore

#### Competizioni nazionali
- Segunda División: 2

Real Sociedad: 1948-1949
Racing Santander: 1949-1950